# 어윈 케이즈

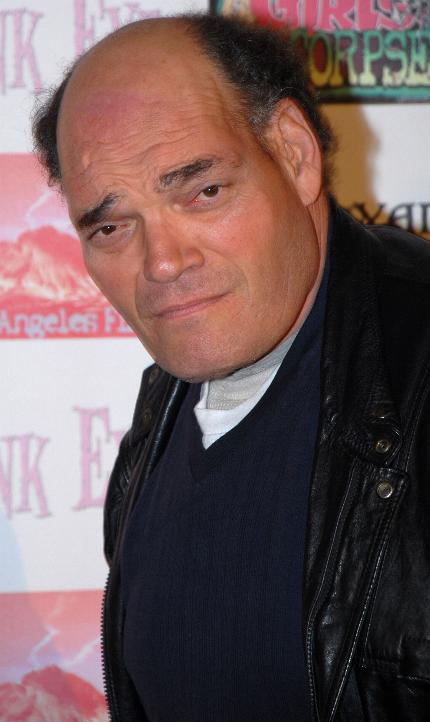

어윈 키스(Irwin Keyes, 1952년 3월 16일 ~ 2015년 7월 8일)는 미국의 배우, 성우이다.
뉴욕에서 태어났으며 로스앤젤레스에서 사망하였다.

## 영화
- 데드 캔자스 (2013년)
- Careless (2007)
- 리스트커터스 - 러브 스토리 (2006년)
- 레슬매니악 (2006년)
- 네이버후드 왓치 (2005년)
- 폴린 원즈 (2005년)
- 살인마 가족 (2003년)
- 참을 수 없는 사랑 (2003년)
- 고인돌 가족 2 (2000년)
- 오블리비언 2 (1996년)
- 어사일럼 (1996년)
- 퓨어 데인저 (1996년)
- 파워 위딘 (1995년)
- 몬스터 가족 미국에 오다 (1995년)
- 오블리비언 (1994년)
- 햄들의 침묵 (1994년)
- 고인돌 가족 (1994년)
- 닌자 드래곤 (1993년)
- 길티 (1991년)
- 정신병동 미스테리 (1990년)
- 위기일발 대작전 (1990년)
- 몹 보스 (1990년)
- 데스 위시 4 (1987년)
- 그 맑고 환한 밤 중에 (1984년)
- 익스터미네이터 2 (1984년)
- 바니의 소동 (1982년)
- 프라이벗 아이스 (1980년)
- 스타더스트 메모리스 (1980년)
- 13일의 금요일 (1980년)
- 스퀴즈 플레이 (1979년)
- 프라이즈파이터 (1979년) - 플라워 역
- 팀 메이트 (1978년)

### 텔레비전
- 총알탄 사나이 - TV 시리즈 (1982년)